# Міхаель Бен-Давід
Міхаель Бен-Давід (івр. מיכאל בן דוד; нар. 26 липня 1996) — ізраїльський співак. Обраний представником Ізраїлю на Пісенному конкурсі Євробачення 2022 після перемоги у четвертому сезоні The X Factor Israel з піснею «I.M».

## Біографія
Міхаель Бен-Давід народився у 1996 році як другий із шести дітей у матері й батька — грузинського єврея, які іммігрували до Ізраїлю з України. У ранньому віці Міхаель почав брати уроки голосу та вивчати танці під керівництвом ізраїльського хореографа Оза Морага. Також Бен Давід працював офіціантом-співаком у тель-авівському барі. Після проходження військової служби співак відвідував школу сценічного мистецтва Бейт-Цві, яку закінчив у 2020 році. Випускниками цієї школи є декілька колишніх ізраїльських представників на Євробаченні, таких як Рита, Ширі Маймон й Арель Скаат. Під час перебування у школі Бен Давід виступав у п'єсах та мюзиклах.

## Кар'єра
У жовтні 2021 року Бен-Давід пройшов прослуховування на The X Factor Israel, який був використаний для вибору представника Ізраїлю на Пісенному конкурсі Євробачення 2022. Після успішного прослуховування його наставницею стала переможниця Євробачення 2019 Нетта Барзілай. Під час шоу Міхаель виконав низку пісень, зокрема «Gimme! Gimme! Gimme! (A Man After Midnight)» ABBA, «Idontwannabeyouanymore» Біллі Айліш та «It's a Sin» Pet Shop Boys. У підсумку, Бен Давід переміг у фіналі четвертого сезону The X Factor Israel зі своєю піснею «I.M» і здобув право представляти Ізраїль на Євробаченні 2022 року.

## Особисте життя
Під час участі в The X Factor Israel співак досить відверто говорив про труднощі, з якими він стикався в дитинстві. Так, з Міхаеля знущалися в школі за високий голос під час співу, а також він мав проблеми в стосунках з матір'ю, коли зізнався, що є геєм. Міхаель зазначив, що ці труднощі допомогли йому знайти в собі багато внутрішньої сили, а його пісня «I.M» є відповідним тематичним гімном самоприйняття.
Станом на 2022 рік Бен-Давід перебуває у стосунках з Роі Рамом, з яким співак познайомився під час навчання в Бейт-Цві. Пара знялася разом у ряді мюзиклів, серед яких зокрема «Тисяча й одна ніч», «Цар Соломон і Шломо-шевець», а також у фарсі п'єси «Кухня».

## Дискографія

### Сингли
| Назва   | Рік  | Альбом        |
| ------- | ---- | ------------- |
| «I.M»   | 2022 | Поза альбомом |
| «Don't» | 2022 | Поза альбомом |